# Rivière Yamachiche
Rivière Yamachiche är ett vattendrag i Kanada.   Det ligger i provinsen Québec, i den sydöstra delen av landet, 240 km öster om huvudstaden Ottawa.
Trakten runt Rivière Yamachiche är nära nog obefolkad, med mindre än två invånare per kvadratkilometer.